# مدرسة أندرون

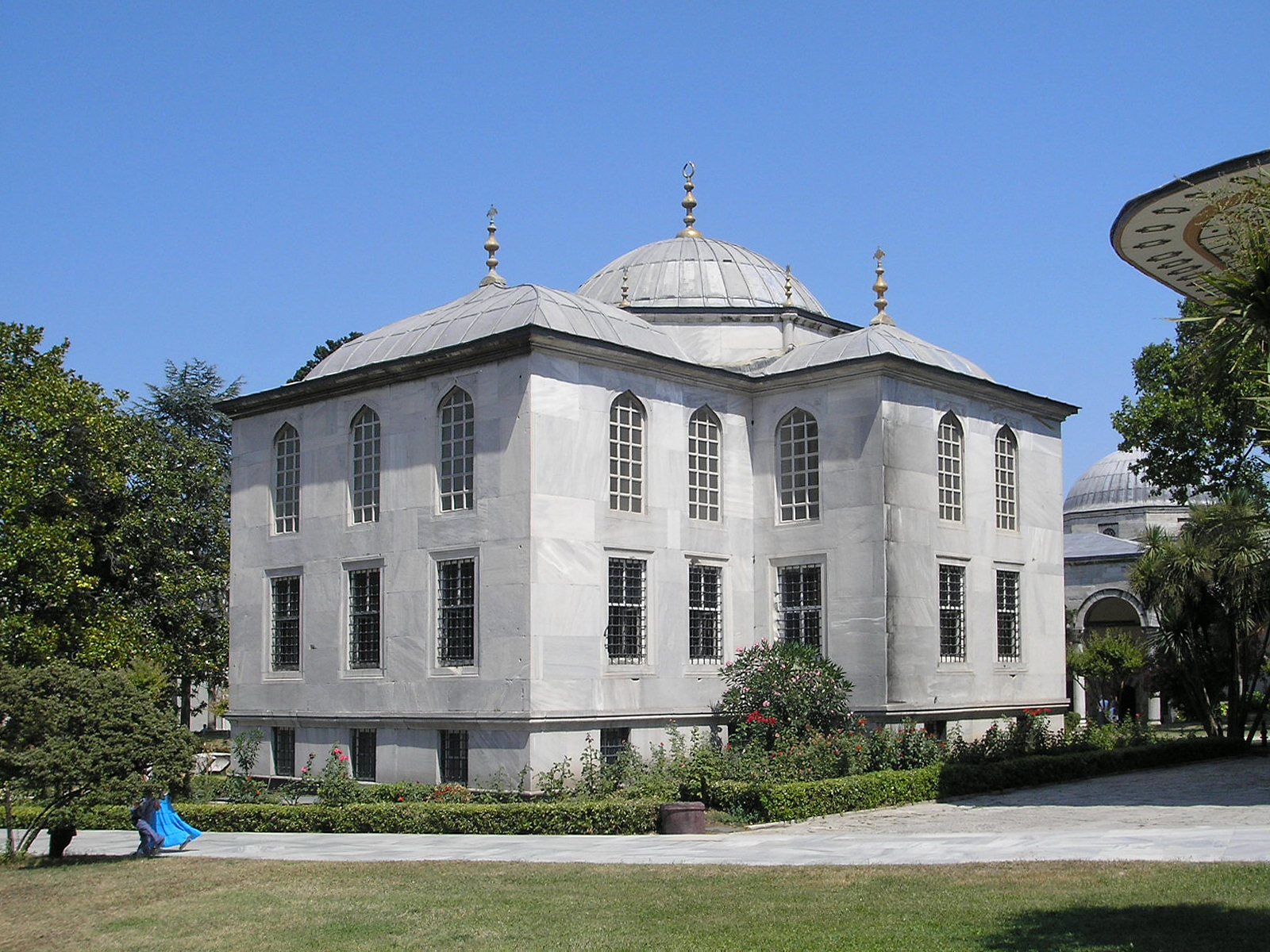
مكتبة مكتب الأندرون في سراي طوپ قاپي.

مكتب الأندرون (بالتُركيَّة العُثمانيَّة: اندرون مکتب) أو الأندرون اختصارًا، هي مدرسةٌ عُنيت بتدريب وتخريج موظفي البلاط السُلطاني العُثماني إلى جانب أولياء العهد وجُند الإنكشاريَّة. اسمها مأخوذٌ عن الفارسيَّة، ومعناه «الداخليَّة»، تمييزًا لها عن مكتب «البيرون»، أي «الخارجيَّة»، أي موظفي الحُكُومة العاملين خارج البلاط. أُطلقت عليها هذه التسمية بسبب موقع مساكن السُلطان وأُسرته في الفناء الداخلي لسراي طوپ قاپي، الذي طابق ترتيبات وتقسيمات سراي أدرنة، العاصمة السابقة للدولة العُثمانيَّة.
أثبتت هذه المدرسة نجاحها في تخريج رجال دولة عُثمانيين على قدرٍ كبيرٍ من الكفاءة، من خلال جذبها لمُختلف أعراق رعايا الدولة وتوفير تعليمٍ إسلاميٍّ مُشتركٍ لهم. وقد تولَّى العديد من خرِّيجيها أسمى المناصب الإداريَّة والدواوينيَّة في الدولة العُثمانيَّة، بما فيها الصدارة العُظمى وآغويَّة الإنكشاريَّة.
تميَّزت هذه المدرسة عن غيرها بكونها أوَّل مدارس العالم التي خصَّصت برامج تعليميَّة للموهوبين والمُتميِّزين.

### ثبت المراجع(مُرتَّبة حسب تاريخ النشر)
- Parry, V. J. (1965). "Enderūn". In Lewis, B.; Pellat, Ch.; Schacht, J. (eds.). The Encyclopaedia of Islam, New Edition, Volume II: C–G (بالإنجليزية). Leiden: E. J. Brill. pp. 697–698. ISBN:90-04-07026-5.
- Karpat, Kemal H (1973). Social Change and Politics in Turkey: A Structural-Historical Analysis (بالإنجليزية). Brill. ISBN:9004038175. Archived from the original on 2025-01-27.{{استشهاد بكتاب}}:  صيانة الاستشهاد: ref duplicates default (link)
- İnalcık, Halil (2000) [1973]. The Ottoman Empire: The Classical Age, 1300-1600 (بالإنجليزية). London: Phoenix Press. ISBN:978-1-8421-2442-0.{{استشهاد بكتاب}}:  صيانة الاستشهاد: ref duplicates default (link)
- Melekoglu, Macid A.; Cakiroglu, Orhan; Malmgren, Kimber W. (May 2009). "Special education in Turkey". International Journal of Inclusive Education (بالإنجليزية). 13: 87–108. DOI:10.1080/13603110701747769.
- Farhad Malekian; Kerstin Nordlöf (17 Jan 2012). The Sovereignty of Children in Law (بالإنجليزية). Cambridge Scholars Publishing. ISBN:978-1-4438-3673-9. Archived from the original on 2023-01-13.